# تتراهدرون
تتراهدرون(به انگلیسی: Tetrahedron) مجله‌ای علمی از نوع داوری همتا است که به انتشار مقالات تحقیقی در زمینه شیمی آلی می‌پردازد. بر اساس گزارش استنادی مجلات در سال ۲۰۱۲ این مجله دارای ضریب تأثیرگذاری ۲٫۸۰۳ بوده و  در بین ۵۵ مجله معتبر در زمینه شیمی آلی در رتبه ۱۷ ام قرار دارد. این مجله همکنون توسط الزویر منتشر می‌شود.